# 法蘭克福舊市政廳

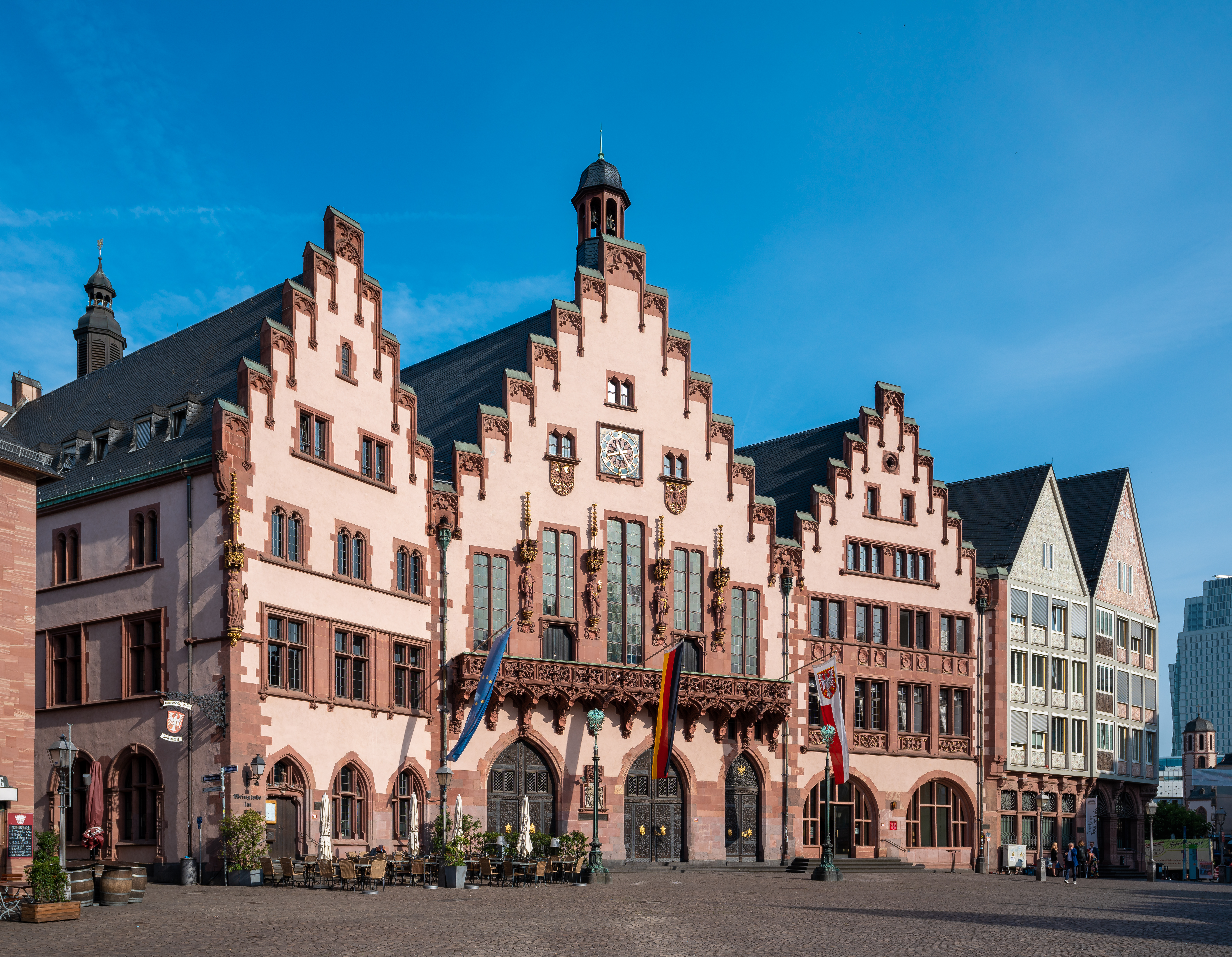
法蘭克福舊市政廳立面

法蘭克福舊市政廳（德語：Römer）是位於德國城市法蘭克福舊城區市中心的一個中世紀建築。法蘭克福舊市政廳是法蘭克福的地標之一。

## 历史
自1405年開始，法蘭克福舊市政廳曾經是法蘭克福的市政廳超過600年。

## 外部連結
- Panorama Römer （页面存档备份，存于） - Interactive 360 degree panoramas (in German)